# 그리고리 포타닌

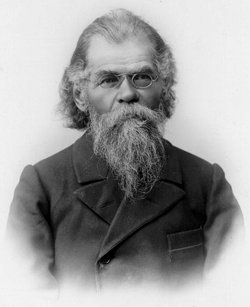
그리고리 포타닌

그리고리 니콜라예비치 포타닌(러시아어: Григорий Николаевич Потанин, 1835년 10월 4일 ~ 1920년 6월 6일)은 러시아의 민족학자이자 탐험가이다. 내륙 아시아를 탐험하며 여러 자생 식물들의 표본 목록을 제작한 것으로 잘 알려져있으며, 특히 정치 운동가로 활동하며 시베리아 독립 운동에 참여한 것으로 유명하다.

## 생애
러시아 제국의 옴스크 주 출신이며, 옴스크에 있는 러시아 사관학교에서 교육을 받았다. 이후 1852년 학교를 졸업한 뒤 세미팔라틴스크의 코사크 군에 배속되었으며, 알타이 지역에서 근무하다 옴스크의 러시아군 군단 본부로 옮겨 보관된 고문서를 정리하는 역할을 수행으며 시베리아의 역사를 학습하였다. 그 뒤 1858년 군 제대를 신청한 뒤 수리물리학을 배우기 위해 상트페테르부르크로 이동했으며, 1859년 국립 상트페테르부르크 대학교에 청강생으로 입학한 뒤 니콜라이 야드린체프와 친분을 맺게 되었다. 하지만 1861년 학생 운동에 참여한 것으로 인해 체포되었고, 페트로파블롭스크 요새에서 3개월 동안 구금된 뒤 석방되어 옴스크로 복귀하였다.
이후 1862년 러시아 지리학회의 연구원으로 채용되었고, 1863년부터 1864년까지 자이산호 및 타르바가타이 산맥 일대를 조사하는 탐험대에 통역으로 참여하였다. 그 뒤 1864년 톰스크 현으로 거주지를 옮겨 활동했으나, 1865년 시베리아 독립 운동을 지원하는 분리주의 운동에 참가했다는 혐의로 체포되었다. 이후 옴스크의 군 교도소에서 3년간 수감 생활을 한 뒤 1868년 수오멘린나로 옮겼으며, 1871년 볼로그다 현의 니콜스크에서 중노동 형을 받았다. 하지만 형기 중에도 학술 연구를 지속했으며, 이러한 연구 업적을 평가받아 1874년 사면되었다.
그 뒤 1876년부터 1878년까지 허브드 지역 등 1차 몽골 서부 탐험을 이끌었으며, 1879년부터 1880년까지 재차 몽골 탐험을 실시하여 투바인 거주 지역과 신장 성 일부 지역을 조사하였다. 이후 1884년부터 1886년까지 내몽골, 쓰촨성, 티베트 북부 지방의 탐험대에 참가하였고, 당시 유럽에서 접할 수 있었던 유일한 동부 위구르어 및 서부 위구르어 자료에 대한 기록물을 남겼다. 그 뒤 1892년부터 1893년까지 다시 중국 탐험을 시도했으나 동행하던 부인의 사망으로 인해 1894년 탐험을 중단하고 상트페테르부르크로 복귀하였다. 이후 1899년 다싱안링산맥을 탐사하며 자료를 수집하였고, 1902년부터 톰스크에 정착해 문화 및 교육 활동에 전념하였다.
이후 1905년 러시아 혁명을 지지했다는 혐의로 체포되기도 했으며, 1917년 러시아 2월 혁명 이후 사회주의혁명당에 참가하였으나 사회주의에 대한 회의적인 입장으로 인해 그 해 탈당하였다. 그 뒤 임시 시베리아 정부로부터 의회의 의장 자리를 제안받았으나 고사하였고, 1920년 톰스크에서 세상을 떠났다.